# Amiga MCC
Der Amiga MCC (Amiga Multimedia Convergence Computer) war ein 1999 von Amiga International entworfener Rechner, der die Computer der Marke Amiga wieder konkurrenzfähig machen sollte. Ein Designentwurf wurde auf der World of Amiga ’99 der Öffentlichkeit präsentiert, die technischen Spezifikationen wurden allerdings erst später bekannt.

## Entwicklungsziele
Bereits seit 1998 war es erklärtes Ziel von Amiga International, bei der Entwicklung eines neuen Rechners den Weg für eine neue Computerrevolution zu bahnen. Internetanwendungen und ein vollkommen neues Netzwerksystem sollten zum festen Bestandteil des Betriebssystems gehören.
Mit der Entwicklung des Rechners ging die Überzeugung einher, dass die weitere und bis dahin bei Amiga übliche Verwendung sogenannter Custom Chips nicht dazu geführt hätte, den mittlerweile eingetretenen Technologievorsprung standardisierter PC-Hardware aufzuholen. Man setzte daher auf Bausteine, die sich auf anderen Systemen bereits bewährt hatten oder Weiterentwicklungen derselben darstellten. Für das Gehäuse-Design des Rechners war die US-amerikanische Firma Pentagram Design zuständig.

## Software
Mit der Entwicklung des neuen Betriebssystems („AmigaOS 5.0“, später „AmigaSE 1.0“) wurde zunächst die kanadische Firma QNX  Software Systems beauftragt. Im Juli 1999 wurde die Zusammenarbeit mit QNX  beendet, weil die Firmenleitung bei Amiga zu der Auffassung gelangt war, dass Linux den besseren Kernel für den Amiga darstellen würde. QNX stellte daraufhin die hinter dem neu entwickelten Betriebssystem steckende Technologie für Amiga-Entwickler zur Verfügung.
Neben dem Amiga Software Environment (AmigaSE) sollte das System auch Amiga-Objekts umfassen, eine objektorientierte Programmierung, die am ehesten an das klassische AmigaOS angelehnt war, das ebenfalls mit Programmbibliotheken arbeitete.

## Ende des Amiga MCC
Im September 1999 verließ Jim Collas Amiga International aus persönlichen Gründen. Mit seinem Weggang endete auch die Entwicklung des Amiga MCC.

## Technische Ausstattung

### System
- ATX-Format-Motherboard
- Transmeta-CPU
- 32 Megabyte System-RAM

### Grafik
- Advanced SuperScalar Rendering 2D- und 3D-Hardware-Beschleuniger (ATI)
- 32 MB 128-Bit Frame Buffer
- Auflösungen bis 1920 × 1200 Pixel

### Audio/Video
- DVD-Laufwerk
- MPEG 2 Hardware-Beschleunigung
- Echtzeit Videokompression
- Analog-TV (NTSC-/ PAL-/SECAM)-Eingang, Digitalisierung
- TV-Tuner
- S-Video und Composite Videoeingang / Ausgang
- 44 kHz, 16-Bit-CD Stereo- / Audio-Eingang/Ausgang
- Dolby Digital 5.1 Dekodierung
- Dolby-Digital-Ausgang

### Speichermedien
- Zwei E-IDE Ultra-DMA-Schnittstellen

### Interne Schnittstellen
- mindestens 2, maximal 6 PCI-Schnittstellen
- 3,5" Laufwerksschacht

### Externe Schnittstellen
- Infrarot
- Audio-In
- Controller für Touchscreen
- 7 USB-Ports, davon zwei an der Front

### Kommunikation
(alle Module optional)
- V.90 56 kbit/s Modem
- 100/10 Mbit/s Ethernet
- HomePNA 2.0
- 2,4 GHz WLAN
- Kabelmodem / DSL-Modem / ISDN-Modem
- digitaler Satelliten-Decoder